# スポーツ解説者

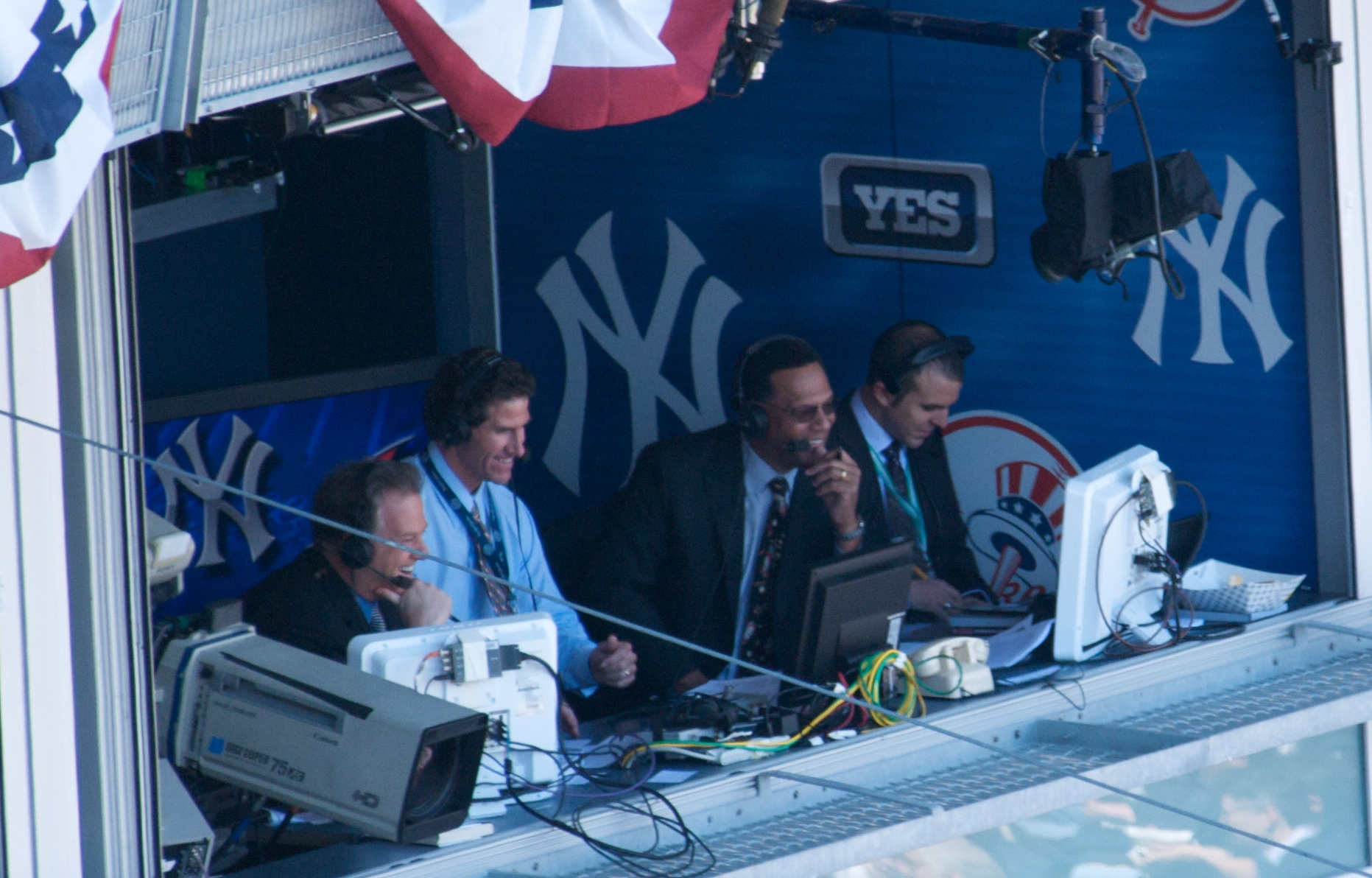
アメリカ・大リーグ野球 ニューヨーク・ヤンキース戦のテレビ野球中継のブース。YESネットワーク、マイケル・ケイ（実況）、ケン・シングルトン、ポール・オニール

スポーツ解説者（スポーツかいせつしゃ）とは、スポーツ中継等で技術・戦術・選手心理等の解説をする人（解説者）を指す。

## 概要
スポーツの実況中継を日本と欧米などで比較すると文化的特徴が異なる。
日本のスポーツ中継は実況のアナウンサーとコメントや批評を行う解説者が担うことが多いが、このようなスポーツ中継のスタイルは極めて日本的な特徴とされている。
アメリカやイギリスなど欧米における野球やサッカーなどのスポーツ中継では、一人でスポーツ中継を担当することもある。また、アメリカやイギリスなどのスポーツ中継では、複数人がスポーツ中継を担当することもあるが、日本におけるアナウンサーと解説者のような役割の明確な区分がないといわれている。
マインドスポーツの大会でも局面の解説が行われることがある。
近年では人工知能による解説の自動生成も研究されている。

### 欧米
英語圏のサッカー中継などでは先述のように実況アナウンサーと解説者の明確な区分がなく、それぞれが自由に選手のプレーを描写や評価をするスタイルが一般的である。イギリスのサッカー中継ではコメンテーターとサマライザー（Expert summarizer）が番組に出演することが一般的であるが、各自、自分の見解を自由に発言するスタイルとなっている。日本ではアナウンサーが解説者に質問したり見解を求める形式が一般的だが、英語圏では個人個人が自分の見解を自由に述べあう対話形式の中継が特徴になっている。
チェスの中継では、放送局のアナウンサーがゲストのチェス選手に質問したり見解を求める形式で行われる。

### 日本
日本のスポーツ中継は情報を教授する専門家である解説者（多くの場合そのスポーツの経験者）とその聞き手のアナウンサーで構成されることが多い。
1952年に日本放送協会(NHK)の志村正順アナウンサーが大リーグ観戦の際、引退間もないジョー・ディマジオが解説者として実況席に入るスタイルを目の当たりにして、それを大相撲及びプロ野球の中継に持ち込んだのが始まりとされている。以降、主にその競技の元一流選手または著名な監督・コーチが解説者になる場合が多く、競技実績のない人物が登場することはほとんどない。
解説者に現役時代の実績が大きく考慮されるのは、里崎智也曰く「何を言うかではなく"誰が言うか"になっている」ためであるとのこと。また、里崎は「解説・評論は各々の意見がある」点、「コーチ・監督よりファンは立場が下で、技術や手腕は結果が出るまで反論できないが、評論家とファンは対等に近い上に、評論家の意見に対して評論家が発した瞬間から反論できる」点についても触れている。
例外的にプロレスの場合は、「元選手」が皆無であった力道山時代以来の慣習で、現在でもプロレスマスコミ出身の解説者が存在する。また、競馬の場合も、元騎手・調教師の他にトラックマンなど競馬マスコミ出身者も解説者として活動している。サッカーでも後述のように雑誌編集出身者が存在する。
将棋・囲碁の対局で行われる大盤解説では、局面を解説する男性棋士と質問やアシスタントをする「聞き役」となる女流棋士の2名で行うことが多く、専任解説者という人物は存在しない。
近年は実況席のみならずグラウンドレベルの解説者も配置するケースも増加している。また、大きな試合ではその試合とは直接関係しない現役選手やそのスポーツと関わりが深い芸能人などをゲスト解説として招くこともある。

## 競技別の主な解説者

### 野球
- 江川卓（元読売ジャイアンツ投手）
- 張本勲（元東映フライヤーズなどで外野手）
- 佐々木主浩（日本プロ野球名球会 副理事長）
- 大慈彌功（ニューヨーク・メッツ環太平洋担当部長）
- リック・サトクリフ（元シカゴ・カブスなどで投手）
- 尾藤公（元和歌山県/箕島高校監督）※選抜高等学校野球大会&全国高校野球選手権大会

など。なお、プロ野球の解説者がアマチュア野球の解説をすることは基本的にない。例外としてスカイAの東京六大学野球中継にて大学出身元プロ選手が解説に入ることがある。
プロ野球解説者については野球解説者、野球評論家も参照。
高校野球の解説者については高校野球解説者一覧も参照。

### 大相撲
- 舞の海秀平（元小結）
- 花田虎上（元横綱）
- 琴風浩一（元大関）

など。これ以外にも、日本相撲協会の年寄が解説者を務めることがあり、ある程度メンバーは固定されている。
AbemaTVの中継では東京場所は年寄が日替わり担当。地方場所は三段目以上を大相撲OBが担当。かつては競技経験のない好角家がゲスト解説の形で担当していた。大相撲の解説者についてはCategory:相撲解説者も参照。

### サッカー
- セルジオ越後（元プロサッカー選手）
- ベリッシモ・フランチェスコ（料理研究家）
- 山本昌邦（元オリンピック日本代表監督）
- 戸田和幸 (元プロサッカー選手)
- 細江克弥　(スポーツライター)
- 小澤一郎　(スポーツライター)
- 粕谷秀樹  (サッカージャーナリスト)
- ベン・メイブリー (スポーツライター)
- 水沼貴史　(元プロサッカー選手)

など。

### ラグビー
- 砂村光信（元ラグビーU23日本代表監督）※全国大学ラグビーフットボール選手権大会&日本ラグビーフットボール選手権大会
- 平尾誠二
- 上田昭夫
- 萩本光威
- 廣瀬佳司
- 薫田真広

など。

### バスケットボール
- 島本和彦（HOOP HYSTERIA代表）
- 倉石平（早稲田大学女子総監督）
- 北原憲彦（江戸川大学監督）
- 河内敏光（B.LEAGUEテクニカルアドバイザー）
- 萩原美樹子（女子日本代表アシスタントコーチ）
- 佐々木クリス（B.LEAGUE公認アナリスト）
- チャールズ・バークレー

など。

### バレーボール
- 前田健（日本文化出版社長）
- 大林素子（日本バレーボール協会テクニカル委員）
- 川合俊一（日本ビーチバレーボール連盟会長）
- 中田久美（プレミアリーグ・久光製薬スプリングス監督）
- 竹下佳江
- 益子直美
- 佐々木太一
- アンドレア・ゾルジ

など。

### プロボクシング
- ジョー小泉（リング・ジャパン社長）
- ファイティング原田（日本プロボクシング協会顧問）
- 浜田剛史（帝拳プロモーション代表）
- 沼田義明
- 畑山隆則
- 内藤大助

など。
世界タイトルマッチなど重要な試合では、その試合に直接かかわらない現役プロボクサーもゲスト解説に招かれることが多い。
なお、プロボクシングの解説者がアマチュアボクシングの解説をすることは長らくなかったが、2018年に日本ボクシング連盟が内田貞信体制になって以降は全日本ボクシング選手権大会にプロボクシング界から解説者を招くようになった。

### プロレス
- 門馬忠雄（元東京スポーツ）
- 百田光雄
- マイティ井上
- 小佐野景浩（元週刊ゴング編集長）
- 山崎一夫
- 金沢克彦（元週刊ゴング編集長）
- ジェリー・ローラー
- 蝶野正洋
- ミラノ・コレクションA.T.
- ブル中野

など。
プロレスについてはプロレス中継#主なプロレス解説者も参照。

### 競馬
- 井崎脩五郎
- 岡部幸雄（JRA裁定委員会外部委員）
- 武邦彦
- 鈴木康弘（日本調教師会 名誉会長）
- 坂口正大

など。前記のとおり競馬では後述するように競技経験のないマスコミ出身解説者が存在するほか、騎手・調教師出身の解説者も中央競馬出身者の場合中央競馬の中継のみ（地方競馬も同様）で解説を行う。マスコミ出身者の解説事例としては、予想の参考としてパドックでの馬の歩行の様子や馬体の様子、VTRにて調教の様子を解説する事例があり、これらについては競馬新聞や競馬雑誌の記者が務めることが多い。尚、現役騎手・調教師・主催団体関係者が解説を行う場合があるが、関係者の予想行為は競馬法第16条2項･第22条及び競馬法施行令第14条･第17条の7により禁じられているため、予想はしない。

### 陸上競技（マラソン・駅伝など）
- 瀬古利彦（日本陸連理事・男子マラソン強化委員会プロジェクトリーダー）
- 金哲彦（日本陸連女子長距離マラソン強化部長、ニッポンランナーズ理事長）
- 原晋（青山学院大学陸上部長距離走監督・同大学地球社会共生学部教授、タレント・コメンテーター）
- 高岡寿成（カネボウ陸上競技部監督）
- 尾方剛（広島経済大学スポーツ経営学科准教授・同大学陸上部監督）
- 渡辺康幸（住友電工陸上部監督）
- 柏原竜二（富士通職員、スポーツナビゲーター）
- 神野大地（プロランナー）
- 増田明美（スポーツライター、大阪芸術大学教授・日本パラ陸上競技連盟会長・日本知的障がい者陸上競技連盟会長）
- 有森裕子（日本陸連理事・日本体育大学客員教授）
- 高橋尚子（大阪学院大学特任教授・中日新聞客員）
- 鯉川なつえ（順天堂大学スポーツ健康科学部教授・同大学女子陸上部監督）
- 千葉真子（スポーツコメンテーター・タレント）
- 野口みずき（岩谷産業女子陸上部アドバイザー）

など

### ゴルフ
- 青木功
- 戸張捷
- 中居謹蔵
- 羽川豊
- 樋口久子

など

### テニス
- 福井烈（日本テニス協会専務理事）
- 近藤大生
- 鈴木貴男
- 松岡修造（日本テニス協会理事兼強化本部副本部長）
- 村上武資（元ロンドンオリンピック男子テニス代表監督）
- 谷澤英彦
- 柳恵誌郎
- 神尾米（日本テニス協会常務理事）
- 杉山愛
- 伊達公子（日本テニス協会理事）
- 吉田友佳（日本テニス協会理事）

など

## 過去の著名な解説者≪テレビの場合≫
- 小西得郎（1950年代に活躍した野球解説者の草分け的存在）
- 玉の海梅吉（元関脇、数々の名言を残す）
- 郡司信夫（日本ボクシングコミッション理事、ボクシング解説の草分け）
- 山田隆（東京スポーツ記者、日本プロレス中継・全日本プロレス中継で活躍）
- 桜井康雄（東京スポーツ記者、1970～80年代の新日本プロレス中継で活躍）
- 山本小鉄（新日本プロレス中継で古舘伊知郎との名コンビが有名になる）
- 今宮純（モータースポーツジャーナリスト、1980年代〜フジテレビF1グランプリ中継）
- 大川慶次郎（ホースメン会議総監督、「競馬の神様」の異名を持つ）
- 寺内大吉（作家、住職、特別競輪中継及びキックボクシング中継）

## 漫画などの架空の解説者
スポーツを扱った漫画などでは、当然解説者が登場するものがある。大きく分けて二つの傾向があり、実在の解説者をそのまま登場させて漫画の筋書に沿った台詞をしゃべらせるものと架空の解説者を登場させるものがある。前者の例として『巨人の星』の金田正一、『タイガーマスク』のジャイアント馬場など、後者の例として『キン肉マン』のタザハマ（プロレス評論家の田鶴浜弘がモデル）などがある。後者の場合は実在のモデルが（似ている度合いの差はあるにせよ）いることが多い。変わった例では、やくみつるが野球四コマ漫画の解説者役に当時井筒親方だった鶴ヶ嶺昭男を描いていたことがある。